# Henri Crohas
Henri Crohas est un entrepreneur français, né le 31 mai 1951 dans la Haute-Loire, diplômé de l'École nationale supérieure d'arts et métiers, créateur et PDG de la société Archos dont la marque est une anagramme de son patronyme.

## Parcours

### Études
Il est diplômé de l'École nationale supérieure d'arts et métiers (Bo. 1970) et du Centre de perfectionnement aux affaires (Executive MBA d'HEC). Il possède également un master de l'université de Bath (Grande-Bretagne).

### Profession
Il a démissionné en 1988 du groupe Total, où il concevait des équipements offshore, puis crée la société Archos aujourd'hui cotée en bourse (CAC Small 90 et CAC PME).
Sa société Archos démarre son activité dans la production de périphériques, dont des disques durs externes, pour micro-ordinateurs Amiga, ainsi que des décodeurs TV.